# Lasberg
Lasberg là một đô thị ở huyện Freistadt bang Oberösterreich, nước Áo. Đô thị này có diện tích 43,8 km², dân số thời điểm ngày 31 tháng 12 năm 2005 là 2852 người.